# Ölfus
Pronunciação
Ölfus é um município na Islândia. Em 2019 tinha uma população estimada em 2270 habitantes.